# Jaskółka rdzawoszyja
Jaskółka rdzawoszyja (Petrochelidon pyrrhonota) – gatunek małego wędrownego ptaka z rodziny jaskółkowatych (Hirundinidae). Zamieszkuje Amerykę Północną, zimuje w Ameryce Południowej. Bardzo liczny; nie jest zagrożony.

## Systematyka
Gatunek ten zgodnie z zasadami nazewnictwa binominalnego opisał w 1817 roku Louis Pierre Vieillot jako Hirundo pyrrhonota; jako miejsce typowe wskazał Paragwaj.
Obecnie gatunek zaliczany jest do rodzaju Petrochelidon. Wyróżnia się 4 podgatunki P. pyrrhonota:
- P. p. pyrrhonota (Vieillot, 1817)
- P. p. ganieri (A.R. Phillips, 1986)
- P. p. tachina Oberholser, 1903
- P. p. melanogaster (Swainson, 1827)

Proponowane podgatunki hypopolia i aprophata nie są obecnie uznawane, jako zbyt mało odróżniające się od podgatunku nominatywnego, a minima włączono do melanogaster.

## Morfologia

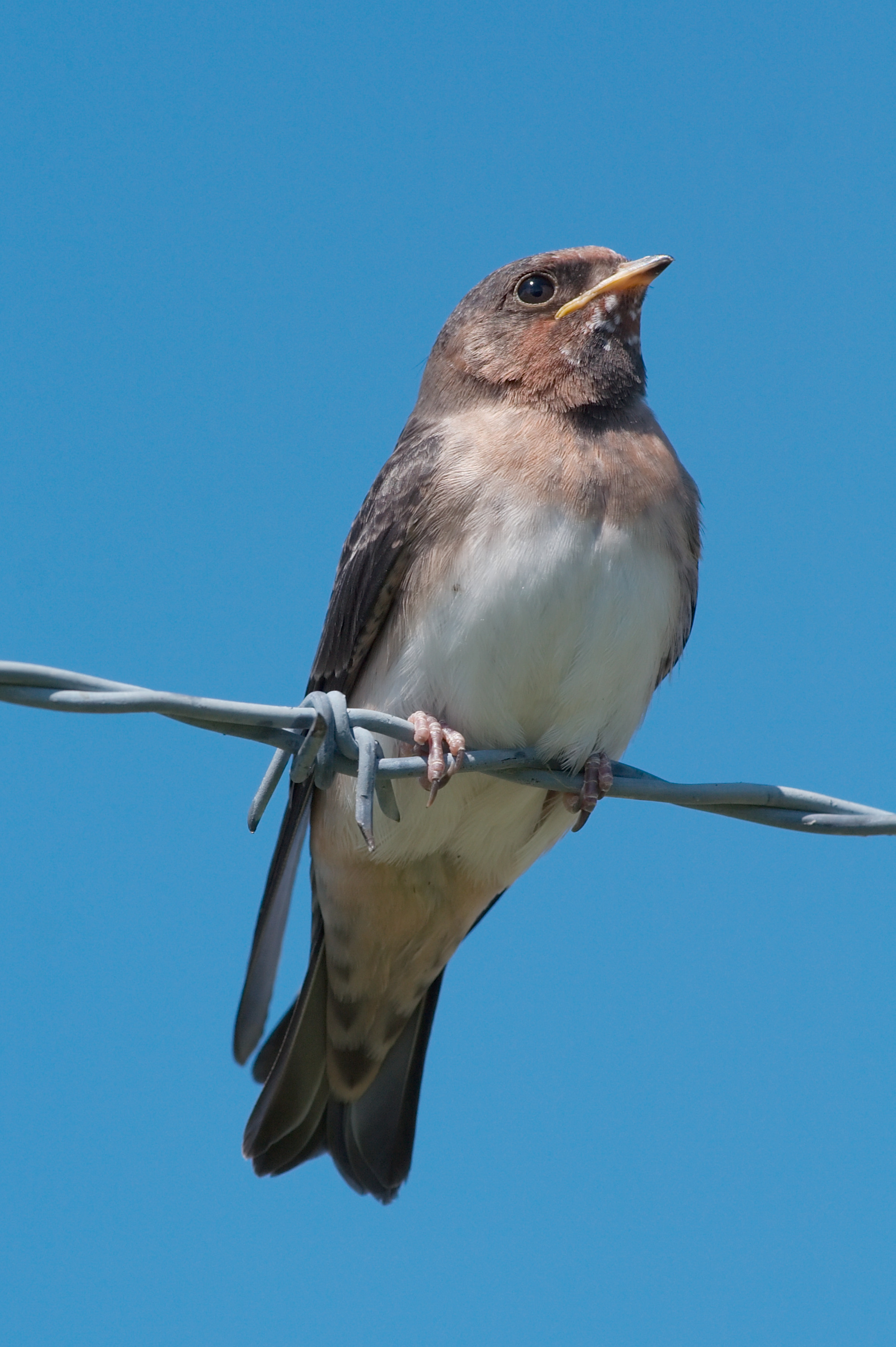
Osobnik młodociany

Długość ciała 12–15 cm, masa ciała 18–25 g. Krępe ciało, równo ścięty ogon, prawie kwadratowy. Czoło kremowe; ciemię oraz grzbiet niebieskoczarne, kuper rdzawy. Na grzbiecie widoczne białe kreski. Kasztanowate gardło graniczy z czarną piersią. Spód ciała matowy, boki oraz obroża szare. Obie płci podobne. U młodych ptaków czoło jest ciemniejsze, na gardle widać białe piórka. Długie skrzydła całkowicie zasłaniają ogon, widoczny dopiero w locie.

## Zasięg występowania

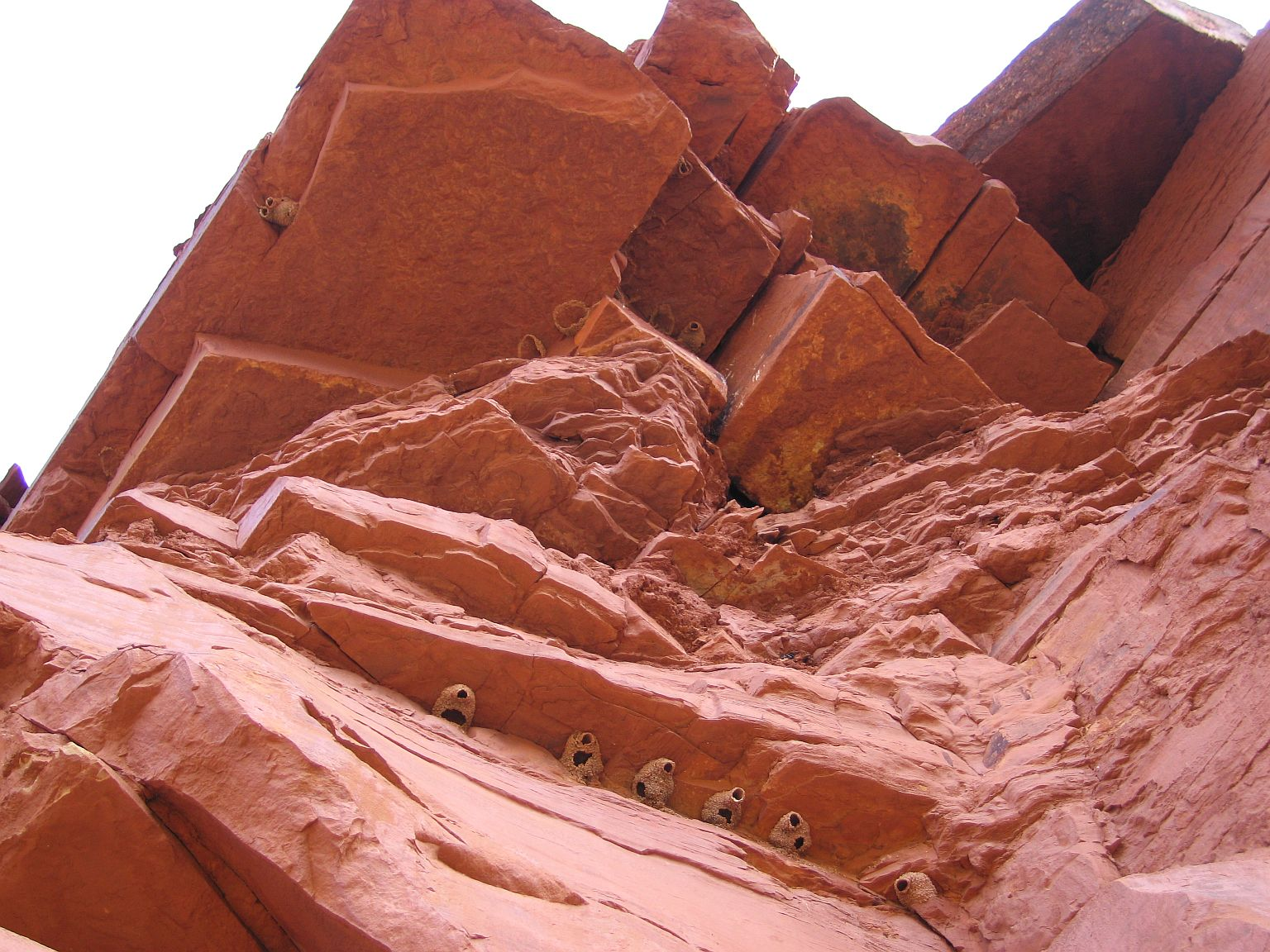
Gniazda na klifie w Utah

Ameryka Północna, z wyjątkiem południowego wschodu oraz skrajnej północy. W zimie przebywa w Ameryce Południowej. Wędrujące ptaki spotykano nad morzem, karaibskich wyspach, a nawet na Ziemi Ognistej.
Poszczególne podgatunki w sezonie lęgowym zamieszkują:
- P. p. pyrrhonota – Alaska, Kanada, zachodnie, północne i wschodnie USA oraz północno-zachodnia Kalifornia Dolna (północno-zachodni Meksyk).
- P. p. ganieri – południowo-środkowe USA.
- P. p. tachina – południowo-zachodnie USA i północno-wschodnia Kalifornia Dolna.
- P. p. melanogaster – skrajnie południowo-wschodnia Arizona i południowo-zachodni Nowy Meksyk do zachodniego i południowego Meksyku.

Proponowane podgatunki hypopolia i aprophata nie są obecnie uznawane, jako zbyt mało odróżniające się od podgatunku nominatywnego, a minima włączono do melanogaster.

## Ekologia i zachowanie

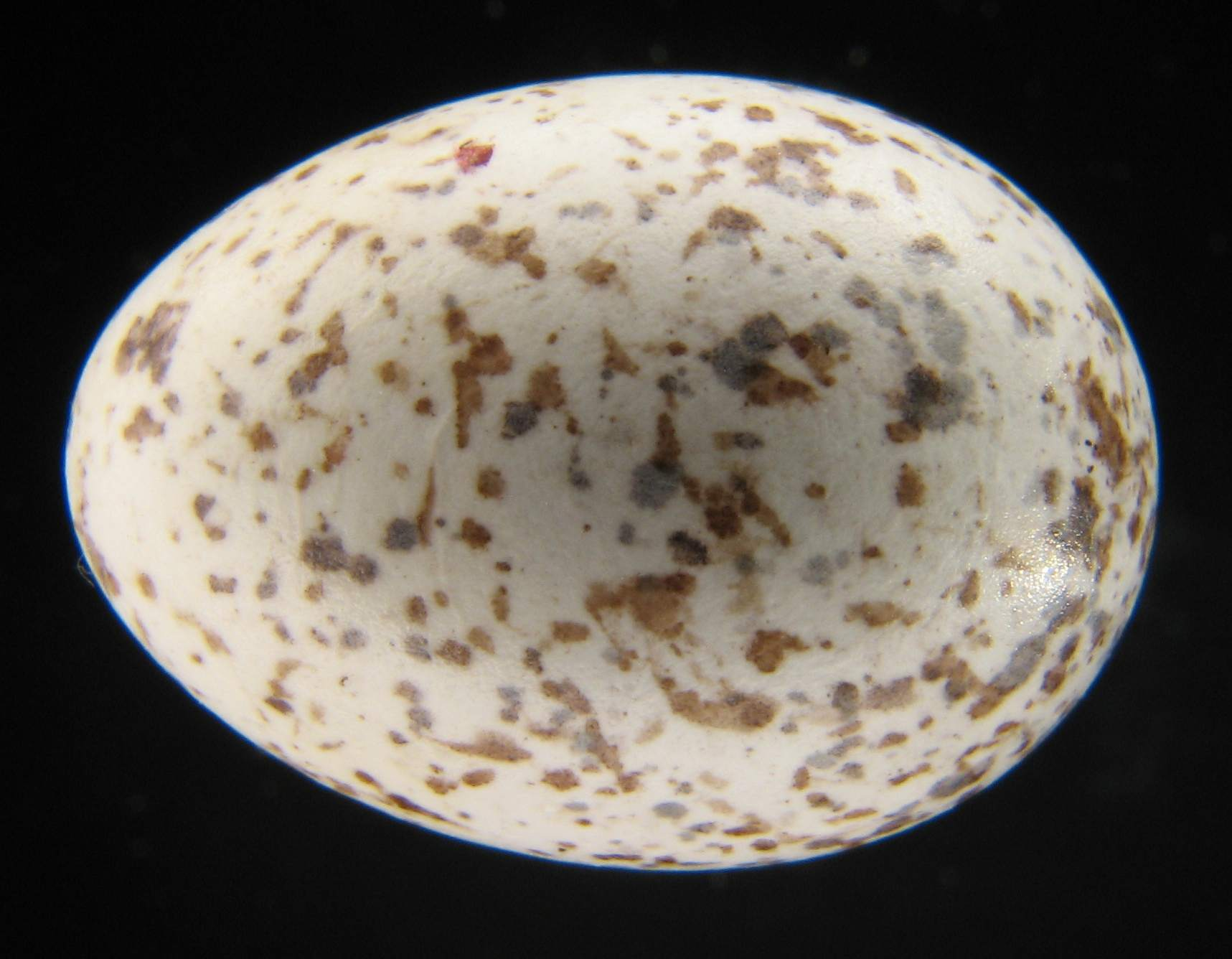
Jajo

ŚrodowiskoZasiedla otwarte tereny wiejskie i miejskie oraz góry. Większość lęgowej populacji jest związana właśnie z tworami człowieka.
ZachowanieCzęsto krąży na płasko rozłożonych skrzydłach.
RozródSezon lęgowy ma miejsce głównie od kwietnia/maja do lipca/początku sierpnia. Gniazduje w koloniach. Gniazda w kształcie czary przymocowuje do ścian klifów; są zrobione ze zmieszanej śliny i błota, mogą tak wytrzymywać latami. W zniesieniu 1–6 jaj. Ich wysiadywanie trwa 10–19 dni. Pisklęta są w pełni opierzone po 20–26 dniach od wyklucia.
PożywienieŁapie w locie owady, sporadycznie zjada jagody z ziemi.

## Status zagrożenia
Międzynarodowa Unia Ochrony Przyrody (IUCN) uznaje jaskółkę rdzawoszyją za gatunek najmniejszej troski (LC – Least Concern). W 2020 roku organizacja Partners in Flight szacowała liczebność populacji na około 83 miliony osobników. Trend liczebności ocenia się jako lekko wzrostowy lub stabilny.